# Geron hesperidum
Geron hesperidum är en tvåvingeart som beskrevs av Frey 1936. Geron hesperidum ingår i släktet Geron och familjen svävflugor. Inga underarter finns listade i Catalogue of Life.